# Arseniato reductasa (azurina)
La arseniato reductasa (azurina) (EC 1.20.9.1) es una enzima que cataliza la siguiente reacción química
Por lo tanto los tres sustratos de esta enzima son arsenito, agua y una azurina reducida; mientras que sus tres productos son arseniato, una azurina oxidada y iones hidrógeno.

## Clasificación
Esta enzima pertenece a la familia de las oxidorreductasas, específicamente a aquellas que actúan sobre compuestos de fósforo o arsénico como donantes de electrones y una cuproproteína como aceptor.

## Nomenclatura
El nombre sistemático de esta clase de enzimas es arseniato:azurina oxidorreductasa. Otro nombre por el cual es conocida es arsenito oxidasa.

## Estructura y función
La proteína de Alcaligenes faecalis posee una masa de 85 KDa contiene un centro molibdopterina dos cofactores dinucleótido molibdopterina de guanosina unidos a un molibdeno, un clúster [3Fe-4S], y un clúster de tipo Rieske [2Fe-2S]. También puede utilizar un citocromo c u O
2 como aceptores.

## Papel biológico
La enzima forma parte de una cadena de electrones periplasmática con la finalidad de desintoxicar el arsenito en Alcaligenes faecalis.